# Sidi Saada
Sidi Saada (în arabă سيدي سعادة) este o comună din provincia Relizane, Algeria.
Populația comunei este de 17.558 de locuitori (2008).